# 貴族轉生～得天眷顧一出生就獲得最強力量～
《貴族轉生～得天眷顧一出生就獲得最強力量～》是日本作家三木奈沙創作的輕小說系列。2019年2月9日開始在小說投稿網站「成為小說家吧」連載，並於同年9月由GA文庫發行。2025年1月4日宣布製作成為電視動畫。

## 故事簡介
鄉村的青年在醒來之後，發現自己轉生成為等級無上限的貴族，追隨者的能力會提升自己屬性，運用前世累積的智慧，讓更多的部下追隨自己提升能力。

## 登場人物

### 主要人物
諾亞·亞拉拉特
本作主角。米雷斯帝國第十三親王。
受領封地是「水之一族」居住的阿爾梅麗雅（アルメリア）。
夏莉·格蘭茲
效忠十三親王的女騎士。身穿代代相傳的鎧甲。
身高：165cm，三圍：B88 W56 H86。
·亞拉拉特
米雷斯帝國皇帝。溺愛子女的皇帝。
身高：180cm。

#### 十三親王相關
勒維亞坦
水之魔劍。具有自我意識的魔劍。
一般人要是拿起，就會瞬間被咒殺，就連水屬性Ｓ級的人，也要縮短壽命才能使用。
個性強烈，很執著上下關係，對認定的主人忠實的狂犬，討厭被看不起。屬性：水S。
魯提亞
炎之指環。具有自我意識的指環。
有著不服輸的個性。屬性：火B。
芙娃娃
受詛咒的少女圖畫。以少女的鮮血溶入顏料畫出的少女圖畫，會成長的畫。屬性：地F。
貝赫莫特
黃金之牛。來自雷親王賞賜。屬性：光C。
阿波斐斯
皇帝賜予的手杖。屬性：暗C。
迪蘭
十三親王府的執事，家鄉在多索(ドッソ)。
佐伊
十三親王府的女僕，家鄉在多索(ドッソ)。
三圍：B84 W63 H86。
伊芙琳
十三親王府的女僕。
因為能力優秀，被諾亞派往領地擔任地方官。
吉吉
十三親王府的女僕。有時會隨諾亞外出。
潔西卡
十三親王府的女僕。
莉莉
十三親王府的女僕。
安娜
十三親王府的女僕。
愛麗絲
十三親王資助的歌姬。
白隆·亞蘭
商人。
欣蒂·亞蘭
白隆的養女，原為奴隸。
瑪莎
佐伊的母親，家鄉在多索(ドッソ)。

#### 親王
亞爾巴特·亞拉拉特
第二親王·兼皇太子。個性狠毒、心胸狹窄、刻薄寡恩，視部下的性命如草芥。與異母哥哥基爾巴特不和，在基爾巴特因弒父未遂被捕後，親手處死基爾巴特。其後企圖發動兵變殺害父皇時，被心存不滿的部下所制服，最後被替主君基爾巴特復仇的微莉維亞毒殺。
基爾巴特·亞拉拉特
第一親王。因無法成為皇帝而致力斂財。素來與異母弟弟亞爾巴特不和。在弒父未遂被捕後，最終被亞爾巴特處死。
亨利·亞拉拉特
第四親王。兵務大臣。曾幫助諾亞平定領地叛亂。
歐斯卡·亞拉拉特
第八親王。財務大臣。
古拉艾姆·亞拉拉特
皇帝的弟弟，諾亞的皇叔。
因德拉·亞拉拉特
雷親王。皇帝的皇叔，奧黛莉的祖父。在皇帝年幼登基時時作為攝政王，以強大的實力迅速穩定政局。並在5年後把實權交還皇帝後隱居。

#### 法務省
威尼·歐吉
法務次長。

#### 宮內省
頓·歐茲
原第一親王的「家人」。
達連
第一親王的「家人」。

### 其他人物
約翰·布拉德·雷德克
第三宰相。
克魯斯
皇帝的側近
古德·克羅伊
宮廷醫官，皇帝御醫。
戴德·馬雷
霍喬伊（ホージョイ）的總督。
梅布利克
財務省長官。
達米安·諾布魯
帝國頂級的劍豪。
亞朗·巴茲利
寶物商人，常為十三親王尋找詛咒物品，或送給親王的名貴收藏品。
貝卡
在阿爾梅麗雅發起叛亂的首腦，被諾亞以詛咒道具逆向標記狙殺。
萊斯・凱奇
第四親王直屬部下。
第四親王的「家人」。
勞倫斯・巴魯天
帕斯卡爾（パスカル）的書記官
里昂
克雷斯

## 國家
米雷斯帝國
露西王國
位於米雷斯帝國北邊。
露西沙皇國
自露西王國獨立，介於露西王國和米雷斯帝國之間。

## 出版書籍

### 輕小說
| 卷數 | GA文庫         | GA文庫                 | 青文出版社    | 青文出版社                                                  |
| 卷數 | 發售日期       | ISBN                   | 發售日期      | ISBN                                                        |
| ---- | -------------- | ---------------------- | ------------- | ----------------------------------------------------------- |
| 1    | 2019年9月14日  | ISBN 978-4-815-60400-4 | 2021年5月10日 | ISBN 978-9-865-37749-6 ISBN 978-9-865-48591-7（首刷限定版） |
| 2    | 2019年12月13日 | ISBN 978-4-815-60421-9 | 2023年7月10日 | ISBN 978-6-263-40917-0                                      |
| 3    | 2020年4月15日  | ISBN 978-4-815-60546-9 |               |                                                             |
| 4    | 2020年12月11日 | ISBN 978-4-815-60757-9 |               |                                                             |
| 5    | 2021年5月14日  | ISBN 978-4-815-61006-7 |               |                                                             |
| 6    | 2021年12月15日 | ISBN 978-4-815-61247-4 |               |                                                             |
| 7    | 2022年6月15日  | ISBN 978-4-815-61533-8 |               |                                                             |
| 8    | 2023年3月15日  | ISBN 978-4-815-61762-2 |               |                                                             |
| 9    | 2025年1月12日  | ISBN 978-4-8156-2956-4 |               |                                                             |
| 10   | 2025年8月9日   | ISBN 978-4-8156-3316-5 |               |                                                             |

### 漫畫
| 卷數 | 史克威尔艾尼克斯 | 史克威尔艾尼克斯       | 青文出版社     | 青文出版社             |
| 卷數 | 發售日期         | ISBN                   | 發售日期       | ISBN                   |
| ---- | ---------------- | ---------------------- | -------------- | ---------------------- |
| 1    | 2020年4月11日    | ISBN 978-4-757-56604-0 | 2021年9月2日   | ISBN 978-6-263-03280-4 |
| 2    | 2020年10月7日    | ISBN 978-4-757-56830-3 | 2022年3月17日  | ISBN 978-6-263-03970-4 |
| 3    | 2021年5月7日     | ISBN 978-4-757-57240-9 | 2022年12月15日 | ISBN 978-6-263-40214-0 |
| 4    | 2021年12月7日    | ISBN 978-4-757-57612-4 | 2023年4月17日  | ISBN 978-6-263-40620-9 |
| 5    | 2022年7月7日     | ISBN 978-4-757-58004-6 |                |                        |
| 6    | 2023年3月7日     | ISBN 978-4-757-58436-5 |                |                        |
| 7    | 2023年10月6日    | ISBN 978-4-757-58826-4 |                |                        |
| 8    | 2024年6月7日     | ISBN 978-4-757-59228-5 |                |                        |
| 9    | 2025年1月15日    | ISBN 978-4-7575-9621-4 |                |                        |

## 外部連結
- 成為小說家吧（日語）